# Графове фон Калв
Графовете фон Калв (на немски: Grafen von Calw, Grafen von Kalw) са средновековен благороднически род от Баден-Вюртемберг, Германия.
Те основават манастирите Хирсау (830) и Зинделфинген (1083), също градовете Калв, Файхинген на Енц и Льовенщайн.
През 13 или 14 век техните собствености са в ръцете преди всичко на род Велфи, графовете на Вюртемберг и на графовете на Тюбинген.

## Графове фон Калв
- Адалберт I (1046/49), граф в Уфгау
- Адалберт II († 1099), негов син, 1075 граф на Калв
- Адалберт III (1075/94), негов син
- Готфрид I († 1131), брат на Адалберт III, граф на Калв, 1113/26 пфалцграф при Рейн, женен за дъщеря на херцог Бертхолд II фон Церинген
- Адалберт IV († сл. 1147), син на Адалберт III, 1125 граф на Льовенщайн, 1139/45 граф на Калв
- Адалберт V (1145/88), син на Адалберт IV, 1152 граф на Калв, 1155 граф на Льовенщайн
- Бертхолд, брат на Адалберт V, 1156 граф на Калв, след това граф на Льовенщайн
- Конрад I, брат на Бертхолд, граф на Калв, 2 юни 1152 в манастир Св. Петър в Шварцвалд и 1174 граф на Льовенщайн
- Готфрид II († 1234), син на Адалберт V, 1189 граф на Файхинген, 1209 граф на Калв
- Конрад II, брат на Готфрид II, граф на Калв
- Адалберт VI († пр. 1219), брат на Конрад II, граф на Калв
- Готфрид III († пр. 1262), вер. син на Конрад II или на Адалберт VI, граф на Калв